# Koloda
La Koloda (in russo Колода?) è un fiume della Russia, affluente di sinistra della Vodla. Scorre nel Pudožskij rajon della Carelia. 
Il fiume nasce dal lago Glubokoe ad un'altitudine di 196,9 m sul livello del mare e scorre in direzione nord-occidentale. Sfocia nel fiume Vodla a 103 km dalla foce, presso il villaggio di Kubovskaja. Ha una lunghezza di 112 km e il suo bacino è di 1 330 km².